# Paraphatnomacader
Paraphatnomacader is een geslacht van wantsen uit de familie van de Tingidae (Netwantsen). Het geslacht werd voor het eerst wetenschappelijk beschreven door Guilbert & Heiss in 2018.

## Soorten
Het genus is monotypisch en bevat alleen de volgende soort:

- Paraphatnomacader huarongcheni Guilbert & Heiss, 2018